# Fussballclub Thun 1898
El Fussballclub Thun 1898 és un club suís de futbol de la ciutat de Thun.

## Història
El FC Thun va ser fundat l'1 de maig de 1898.
Va jugar a la Nationalliga B els anys 1946-50,1953/54, 1955-70 i 1997-2002; i a la Nationalliga A de 2002 a 2008.

## Futbolistes destacats
- Patrick Bettoni
- Johan Berisha
- Pascal Cerrone
- Fabio Coltorti
- Armand Deumi
- Gregory Duruz
- Alexander Frei
- David Pallas
- Milaim Rama
- Michel Renggli
- Marco Streller
- Reto Zanni
- Mauro Lustrinelli
- Baykal Kulaksizoglu
- Ljubo Milicevic
- Eldin Jakupović
- António Carlos dos Santos
- Adriano Pimenta
- Gelson Rodrigues
- José Gonçalves
- Yao Aziawonou
- Yao Junior Sènaya
- Percy Olivares